# Obsessions
«Obsessions» — второй сингл из альбома A New Morning группы Suede, выпущенный 18 ноября 2002 года на лейбле Columbia Records. Несмотря на то, что для группы сингл стал ещё одним разочарованием, достигнув всего лишь 29-й строчки в британском чарте синглов, титульная композиция считается любимой среди этого периода творчества Suede у её поклонников. Над синглом работали разные продюсеры: «Obsessions», «Cool Thing» и «ABC Song» спродюсированы Стивеном Стритом, «Instant Sunshine» — Suede и Алексом Сильвой, «UFO» — Suede и Камероном Крэйгом, «Rainy Day Girl» — Suede и Шоном Геноки, а «Hard Candy» — Тони Хоффером.
Видео для «Obsessions» было срежиссировано Грантом Ги. Брат соло-гитариста группы, Стивен Оукс, также принимал участие в съёмках, проходивших в здании Marquee, ныне известном как O2 Academy Islington.
Журналист NME Джулиан Маршалл, как оказалось, предвидел кончину Suede, заявив в своей рецензии на песню в 2002 году: «…Грустная правда состоит в том, что „Obsessions“ может быть последним наполовину приличным синглом Suede. Со звуком как у „Trash“ второй пробы, это — лучшая часть альбома, который остаётся примерно таким же беспокойством для UK Top Ten, как The Very Best of Echobelly. Если Бретт [Андерсон] ещё не сделал никаких планов на 2003 год, позвольте NME дать ему совет — состряпай на скорую руку The Greatest Hits и отправляйся в финальный тур прямо сейчас, до того, как всем станет всё равно».
Песня «Obsessions» — любимица поклонников поздних Suede и примечательна тем, что это единственная песня из альбома A New Morning, которую Suede исполняли на своих концертах по случаю воссоединения в 2010 году. Также это единственная песня из A New Morning, вошедшая в сборник The Best of Suede 2010 года.

## Список композиций
| №  | Название                              | Автор(ы)                    | Длительность |
| -- | ------------------------------------- | --------------------------- | ------------ |
| 1. | «Obsessions» (радиовыпуск)            | Бретт Андерсон, Ричард Оукс | 3:41         |
| 2. | «Cool Thing»                          | Андерсон, Оукс, Мэт Осман   | 3:08         |
| 3. | «Instant Sunshine»                    | Андерсон, Нил Кодлинг       | 3:51         |
| 4. | «Obsessions» (съёмка из Marquee Club) | Андерсон, Оукс              | 3:46         |

| №  | Название                        | Автор(ы)       | Длительность |
| -- | ------------------------------- | -------------- | ------------ |
| 1. | «Obsessions» (альбомная версия) | Андерсон, Оукс | 4:10         |
| 2. | «UFO»                           | Андерсон       | 3:29         |
| 3. | «Rainy Day Girl»                | Андерсон       | 4:14         |
| 4. | «Obsessions» (съёмка из Scala)  | Андерсон, Оукс |              |

| №  | Название             | Автор(ы)                                        | Длительность |
| -- | -------------------- | ----------------------------------------------- | ------------ |
| 1. | «Obsessions» (видео) | Андерсон, Оукс                                  | 3:41         |
| 2. | «Hard Candy»         | Anderson                                        | 2:47         |
| 3. | «ABC Song»           | Андерсон, Оукс, Саймон Гилберт, Осман, Алекс Ли | 4:01         |